# キューバン・アサシン
ザ・キューバン・アサシン（The Cuban Assassin、本名：Ángel Acevedo、1945年1月27日 - ）は、プエルトリコ・サンフアン出身の元プロレスラー。
キューバのゲリラ兵ギミックのヒールとして、カルガリー、モントリオール、マリタイムズなどカナダ各地を主戦場に活動。日本にも、中堅外国人のポジションで国際プロレスに度々参戦した。
1980年代後半に新日本プロレスに、1990年代前半にW★INGに来日していた同名のレスラー（フィデル・シェラ）は、このギミックの後継者であり、オリジナル版の本項とは別人である。

## 来歴
父親はキューバ人、母親はプエルトリコ人。当初はボクサーを目指していたが、増加した体重を活かすためにプロレスに転向、移住先であるアメリカ合衆国のフロリダでトレーニングを積み、エディ・グラハム主宰のNWAフロリダ地区にてデビュー。キューバ系の出自をもとに、軍服をコスチュームとしたゲリラ兵ギミックのキューバン・アサシン（The Cuban Assassin）を名乗り、モジャモジャ頭に髭面の悪相ヒールとなって活動する。1972年にはウェストバージニア州ブルーフィールドにてヘビー級王座を2回獲得した。
1973年、キューバン・アサシン2号（フランク・シーブランシン）とのタッグチーム、キューバン・アサシンズ（The Cuban Assassins）を結成してテネシーのミッドアメリカ地区に登場。ジャッキー・ファーゴ、ジェリー・ジャレット、トージョー・ヤマモトらのチームと対戦した。その後はカナダのモントリオールに進出し、1974年11月、同地区との提携ルートで2号と共に国際プロレスに初来日。シリーズのパンフレットには「キューバ革命前の旧政府直轄の殺し屋で、革命後もフィデル・カストロを暗殺すべくジャングルでゲリラ活動をしていたが、カストロ政権の軍隊に捕まりキューバを追放された」などと紹介されていた 。
以降もキューバン・アサシンズでの活動を続け、1976年12月3日にはアルバータ州カルガリーのスタンピード・レスリングにて、エディ・モロー&ジェリー・モローの兄弟チームからインターナショナル・タッグ王座を奪取。1977年2月には国際プロレスの『第6回IWAワールド・シリーズ』に再来日、シングルの総当たりリーグ戦ではマッドドッグ・バションやジプシー・ジョーとも対戦し、同時開催されたIWA世界タッグ王座の争奪トーナメントにも2号と組んで出場したが、1回戦でアニマル浜口&寺西勇に敗退した。
2号とのコンビ解散後はシングル・プレイヤーに戻り、カルガリーやマリタイム地区のAGPWで活動。国際プロレスにも、最後の参戦となった1980年4月にかけて再三来日。キラー・ブルックス、アレックス・スミルノフ、モンゴリアン・ストンパーら外国人エースの先兵役となって日本陣営を引っ掻き回した（国際プロレスにはキューバン・アサシンズでの参戦を含め通算6回来日）。1977年11月の来日時には、巨漢ブルドーザー・ビッグ・ベンのマネージャー役も務めている。
AGPWでは1980年にボビー・バスと組んで、レオ・バーク&ヒューバート・ギャラントを破り北米タッグ王座を獲得。1981年はテネシー州メンフィスのCWAに登場、ジミー・ハート率いるヒール軍団「ファースト・ファミリー」に加入して、イラニアン・アサシン（ジャック・クルーガー）をパートナーにリッキー&ロバートのギブソン・ブラザーズと抗争を展開。ジェリー・ローラーとも対戦し、ビル・ダンディー&スティーブ・カーンが保持していたAWA南部タッグ王座にも挑戦した。1982年は故郷プエルトリコのWWCに参戦、後に正式なタッグチームを結成する旧敵ジェリー・モローと組み、11月20日にピエール・マーテル&ジノ・ダラセーラ（ボブ・ダラセーラの実弟）からWWC世界タッグ王座を奪取している。
主戦場のカルガリーでは1983年から1984年にかけて、ダイナマイト・キッド、デイビーボーイ・スミス、ブレット・ハート、デビッド・シュルツらと対戦。9月9日にはフランシスコ・フローレスをパートナーに、ミスター・ヒト&ジム・ナイドハートを破ってインターナショナル・タッグ王座に返り咲いている。サニー・トゥー・リバーズや高野俊二など、海外修行でカルガリーに渡っていた新日本プロレスの若手選手とも対戦し、ヒール陣営にいたヒロ斎藤やザ・コブラともタッグを組んだ。バッドニュース・アレンとのコンビでも、ダイナマイト・キッド&デイビーボーイ・スミスを相手にインターナショナル・タッグ王座を争っている。
1984年10月、当時AGPWとの選手招聘ルートを持っていた第1次UWFに来日。シューティング路線への移行期にあった旧UWFにおいて、前田日明、藤原喜明、スーパー・タイガーらと対戦した。翌1985年は太平洋岸北西部のパシフィック・ノースウエスト・レスリングに出場、トム・プリチャード、ボビー・ジャガーズ、ビリー・ジャック・ヘインズなどと対戦している。その後、1987年からはアメリカ中西部のNWAセントラル・ステーツ地区に参戦、1988年2月6日、ボブ・ブラウンと組んでセントラル・ステーツ・タッグ王座を獲得した。
1980年代末はジェリー・モローとの傭兵ギミックのタッグチーム、キューバン・コマンドス（The Cuban Commandos）で活動。スタンピード・レスリングではブライアン・ピルマンやクリス・ベノワらのチームを破ってインターナショナル・タッグ王座を2回獲得、WWFを離脱してカルガリーに戻ってきたブリティッシュ・ブルドッグスとも抗争した。プエルトリコのWWCにもロス・メルセナリオス（Los Mercenarios）のチーム名で再登場し、1989年10月7日にミゲル・ペレス・ジュニア&ウラカン・カスティーヨ・ジュニアからカリビアン・タッグ王座を奪取。モローの離脱後はロン・スターを新パートナーに、1990年2月4日にマーク・ヤングブラッド&クリス・ヤングブラッドを下してWWC世界タッグ王座を再び獲得した。
以降、1992年にセミリタイアするも、2004年までアルバータ州のインディー団体に出場していた。息子のリッチー・アセベド（Richard "Richie" Acevedo）もプロレスラーであり、キューバン・アサシンのリングネームとギミックを受け継いで2000年代に活動していた。

## 得意技
- ダイビング・ボディ・プレス
- レッグ・スウィープ
- 噛みつき・かきむしり・凶器など反則攻撃全般

## 獲得タイトル
スタンピード・レスリング
- インターナショナル・タッグ王座：6回（w / キューバン・アサシン2号、ノーマン・フレデリック・チャールズ3世、フランシスコ・フローレス、ウェイン・ファリス、ジェリー・モロー×2）[10]

アトランティック・グランプリ・レスリング
- AGPW北米タッグ王座：8回（w / カーペットバガー、ゴールディー・ロジャース、ボビー・バス、ラウル・カストロ、スウィート・ダディ・シキ、レオ・バーク×2、ジェリー・モロー）[14]

ワールド・レスリング・カウンシル
- WWC世界タッグ王座：2回（w / ジェリー・モロー、ロン・スター）[17]
- WWCカリビアン・タッグ王座：3回（w / ジェリー・モロー、ロン・スター×2）[25]

セントラル・ステーツ・レスリング
- NWAセントラル・ステーツ・タッグ王座：1回（w / ボブ・ブラウン）[22]

その他
- ウェスト・バージニア・ヘビー級王座：2回[5]